# Юбилейное (Амурская область)
Юбиле́йное — село в Мазановском районе Амурской области России.
Входит в состав Белояровского сельсовета.

## География
Село Юбилейное стоит на левом берегу реки Каменушка (левый приток Зеи).
Село Юбилейное расположено к югу от районного центра Мазановского района села Новокиевский Увал, расстояние — 18 км.
Через Юбилейное проходит автодорога областного значения Серышево — Новокиевский Увал — Экимчан — Златоустовск.
Расстояние до административного центра Белояровского сельсовета села Белоярово — 16 км (на северо-запад).

## Население
| 2002 | 2010 | 2012 | 2013 | 2014 | 2015 | 2016 |
| ---- | ---- | ---- | ---- | ---- | ---- | ---- |
| 126  | ↘110 | ↘105 | ↘95  | ↘94  | ↘90  | ↗92  |
| 2017 | 2018 |      |      |      |      |      |
| ↘90  | →90  |      |      |      |      |      |

## Улицы
| - пер. Лесной, - пер. Уличный, | - пер. Цветочный, - ул. Центральная. |